# Ann-Helen Meyer von Bremen
Ann-Helen Meyer von Bremen, född 12 september 1964, är en svensk journalist och författare. Hon föddes i Recklinghausen men växte upp i Kila i Säffle.
Som 14-åring började von Bremen att frilansa och vikariera på Säffle-Tidningen, samtidigt som hon gick i skolan, och senare även på Värmlands Folkblad. Senare flyttade hon till Stockholm och var åren 1986–1987 redaktör för tidskriften Arbetarteatern som gavs ut av Sveriges Arbetarteaterförbund. Därefter återupptog hon frilansandet och skriver framför allt om lantbruk, mat och miljö. Sedan 2014 bor hon och arbetar tillsammans med maken Gunnar Rundgren på Sunnansjö gård i Järlåsa, Uppland. Hon är även en av 18 ledamöter i Kålrotsakademien.

### Egna böcker
- Meyer von Bremen, Ann-Helen; Rundgren, Gunnar (2012) Jorden vi äter, Naturskyddsföreningen, ISBN 9789155800871
- Meyer von Bremen, Ann-Helen; Rundgren, Gunnar (2014) Food Monopoly – Das riskante Spiel mit billigem Essen, Oekom Verlag, ISBN 9783865816641
- Ingvarsson, Anders; Meyer von Bremen, Ann-Helen (2015) Makten över matkassen, Bokförlaget Arena, ISBN 9789178434756
- Meyer von Bremen, Ann-Helen; Rundgren, Gunnar (2020) Kornas planet, Ordfront, ISBN 9789177750970
- Meyer von Bremen, Ann-Helen; Rundgren, Gunnar (2023) Det levande – om den gränslösa relationen mellan naturen och människan, Ordfront, ISBN 9789177753001

### Medverkat i
- ”Mat som mode”, ur: Matboken, redaktör Peter Johansson. Sveriges Hembygdsförbund (2004) ss 21-32.
- ”Vår dagliga mat”, ur: Designmedvetenskap, redaktörer Maria Koblanck och Leif Åberg. Vetenskapsrådet (2004), ss 144-155
- ”Liten gård ger mångfald”, ur: Naturen till din tjänst, redaktör Mats Hellmark. Naturskyddsföreningen (2007), ss 62-69
- ”Linets väg tillbaka”, ur: Grön design, redaktörer Cecilia Bertilsson och Mats Hellmark. Naturskyddsföreningen (2008) ss 54-61
- ”Varannan eko”, ur: Hundra år av envishet, redaktörer Roger Olsson och Eva-Lena Neiman. Naturskyddsföreningen (2009) ss 168-177
- ”Mat. Matstatus” , ur: Noll noll: Decenniet som förändrade världen, redaktörer Tobias Nielsén och Anders Rydell. Volante (2010), ss 30-44
- ”Vår havande jord”, ur: Dagboken med kyrkoalmanacka, redaktör Göra Lomaeus. Verbum (2014) ss 86-89

## Utmärkelser
- Coops Änglamarkspris 2006 för bästa miljöjournalistik. [3]
- M Sandahl Foundations stipendium till Plutos minne för främjande av ekologisk gastronomi 2008.[4]
- Gastronomiska Akademiens Guldpenna 2015.[5]
- Region Värmlands litteraturstipendium för boken Kornas planet, 2021.[6]
- Naturskyddsföreningen i Uppsala läns naturvårdspris , tillsammans med Gunnar Rundgren, 2022.[7]